# Steinfeld (Gemeinde Bad Waltersdorf)
Steinfeld liegt in der Marktgemeinde Bad Waltersdorf im politischen Bezirk Hartberg-Fürstenfeld in der Steiermark.
Der Ort liegt westlich von Sebersdorf im Tal der Pöllauer Safen, die sich etwas unterhalb mit der Hartberger Safen vereinigt. Die Ebersdorfer Straße führt südlich am Ort vorbei und verbindet Sebersdorf mit Ebersdorf. Dieser Abschnitt wird auch von Hartberger Radweg benutzt.